# Duke Callaghan
Duke Callaghan (* 12. Februar 1914 in Kansas; † 21. Dezember 2002 in Los Angeles, Kalifornien) war ein US-amerikanischer Kameramann. Bekannt wurde er vor allem durch seine Arbeit für Kinoproduktionen wie Mit eisernen Fäusten, Jeremiah Johnson, Der letzte der harten Männer  oder Conan der Barbar.

## Leben und Karriere
Der 1914 im Bundesstaat Kansas geborene Andrew J. Callaghan begann seine Laufbahn als Kameramann Ende der 1930er Jahre noch unter den Bezeichnungen Camera technician, Camera operator und Kameraassistant bevor ihm der Regisseur Sydney Pollack 1968 für seinen komödiantischen Western Mit eisernen Fäusten mit Burt Lancaster, Shelley Winters und Telly Savalas in den Hauptrollen zusammen mit Kameramann-Kollegen Richard Moore die Verantwortung für die Kinoproduktion als Kameramann übertrug. In den 1970er und 1980er Jahren folgten weitere Kinoengagements als Kameramann für Filme wie die beiden Western Jeremiah Johnson mit Robert Redford in der Hauptrolle, wiederum für Regisseur Sydney Pollack und Andrew V. McLaglens Arbeit Der letzte der harten Männer mit Charlton Heston und James Coburn, sowie 1974 für das Action-Drama The Take mit Billy Dee Williams und Eddie Albert. 1982 engagierte ihn der Action-Regisseur John Milius für sein Fantasy-Abenteuer-Epos Conan der Barbar mit Arnold Schwarzenegger. 1984 setzte er für Regisseur Rod Amateau dessen Komödie Lovelines fotografisch um.
Von den frühen 1970er Jahren bis zur Mitte der 1980er Jahre arbeitete er dann auch als Kameramann für Fernsehfilme, Fernsehminiserien wie Colorado Saga und Episoden von Fernsehserien wie Adam-12, Columbo, Hart aber herzlich, Magnum oder Miami Vice. Für die Krimiserie mit Tom Selleck als Privatdetektiv Thomas Magnum erhielt er 1985 für seine Kameraarbeit eine Emmy-Nominierung in der Kategorie Primetime Emmy – Outstanding Cinematography for a Series.
Duke Callaghan verstarb am 21. Dezember 2002 im Alter von 88 Jahren in Los Angeles.

## Auszeichnungen (Auswahl)
Emmy
- 1985: Nominierung in der Kategorie Primetime Emmy – Outstanding Cinematography for a Series für Miami Vice

## Filmografie (Auswahl)

### Kameramann
Kino
- 1968: Mit eisernen Fäusten (The Scalphunters)
- 1972: Jeremiah Johnson
- 1974: The Take
- 1976: Der Letzte der harten Männer (The Last Hard Men)
- 1982: Conan der Barbar (Conan the Barbarian)
- 1984: Lovelines

Fernsehen
- 1971–1973: Adam-12 (Fernsehserie, 35 Episoden)
- 1974: Nakia (Fernsehserie, 1 Episode)
- 1975: Get Christie Love! (Fernsehserie, 1 Episode)
- 1977: The Magical World of Disney (Fernsehserie, 1 Episode)
- 1977: Just a Little Inconvenience (Fernsehfilm)
- 1977: ABC Weekend Specials (Fernsehserie, 1 Episode)
- 1978: Columbo (Fernsehserie, 2 Episoden)
- 1978–1979: Colorado Saga (Fernsehminiserie, 7 Episoden)
- 1979–1981: Hart aber herzlich (Fernsehserie, 28 Episoden)
- 1980: Magnum (Fernsehserie, 1 Episode)
- 1982: The Devlin Connection (Fernsehserie, 1 Episode)
- 1983: Die Himmelhunde von Boragora (Fernsehserie, 2 Episoden)
- 1984–1985: Miami Vice (Fernsehserie, 15 Episoden)